# Bonnemaison
Bonnemaison – miejscowość i gmina we Francji, w regionie Normandia, w departamencie Calvados.
Według danych na rok 1990 gminę zamieszkiwało 331 osób, a gęstość zaludnienia wynosiła 39 osób/km² (wśród 1815 gmin Dolnej Normandii Bonnemaison plasuje się na 567. miejscu pod względem liczby ludności, natomiast pod względem powierzchni na miejscu 612.).